# Смертельна ілюзія
«Смертельна ілюзія» (англ. Deadly Illusion) — кримінальний трилер 1987 року режисерів Ларрі Коена та Вільяма Таннена. У ролях Біллі Ді Вільямс та Веніті.

## Синопсис
Детектива звинувачують у вбивстві, якого він не скоював.

## У ролях
| Актор            | Роль                         |
| ---------------- | ---------------------------- |
| Біллі Ді Вільямс | Хамбергер                    |
| Веніті           | Ріна                         |
| Морган Фейрчайлд | Джейн Меллорі / Шерон Бертон |
| Джон Бек         | Алекс Бертон                 |
| Джозеф Кортезе   | детектив Пол Леффертс        |
| Джо Спінелл      | вбивця                       |

## Виробництво
Зйомки проходили в Рокфеллер-центрі, Таймс-сквері на Манхеттені та на стадіоні Ши в Квінсі.

## Випуск
Прем'єра відбулася 16 жовтня 1987 року в США.

## Зовнішні посилання
- Смертельна ілюзія на сайті IMDb (англ.)
- Deadly Illusion на сайті Rotten Tomatoes (англ.)
- Смертельна ілюзія на сайті AllMovie (англ.)